# エドワード・マクナイト・カウファー

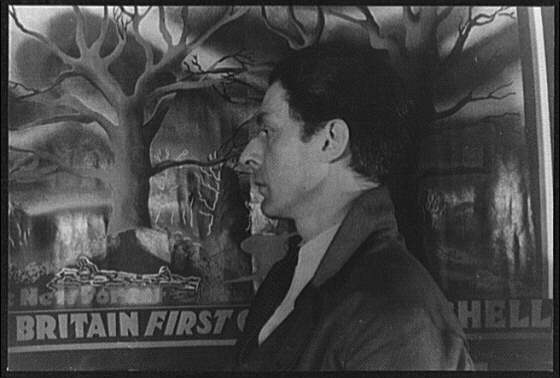
カール・ヴァン・ヴェクテンの写真 、1937年

エドワード・マクナイト・カウファー（Edward McKnight Kauffer、1890年12月14日 - 1954年10月22日）は、アメリカの画家、グラフィックデザイナーである。

## 生涯
モンタナ州グレートフォールズで生まれた。1910年までに彼は書店員として働いた後、サンフランシスコに移り、1910年から1912年の間、サンフランシスコの美術学校（California School of Design）で学んだ。ユタ大学のジョセフ・マクナイトという教授がパトロンになってくれたので、その名前をミドルネームにして活動した。1912年から1913年にかけてシカゴに6ヶ月間滞在し、シカゴ美術館の付属美術学校で学び、シカゴでも展示された、ヨーロッパの新しい美術を紹介したアーモリーショーを見ることができ、影響を受け、モダニズムのスタイルの画家として活動することになった。1913年にパリにわたり、シャルル＝フランソワ＝プロスペール・ゲランが教えていたアカデミー・モデルヌ(Académie Moderne)で学んだ。パリでピアニストのGrace Ehrlichと結婚し、第一次世界大戦が始まるとロンドンに移った。1923年にパリを訪れ、アメリカの繊維デザイナーのマリオン・ドーン(Marion Dorn: 1896-1964）と出会い、妻と娘を捨てて、1923年後半からロンドンでマリオン・ドーンと暮らした。
第二次世界大戦が始まるまではロンドンで活動しロバート・ベヴァンらの「カムデン・タウン・グループ」に短期間所属した。ロンドン地下鉄やロンドンの交通機関の会社のために制作したポスターで知られるようになった。キュビズム、未来派、印象派など、様々なスタイルのポスター、140枚あまりを制作した。ポスター制作のほか、書籍の挿絵や装丁の仕事もした。1947年からアメリカン航空の一連のポスターの注文を受け、アメリカン航空は亡くなるまで主要なクライアントであった。
1950年にマリオン・ドーンと結婚したが、1953年に離婚した。1952年、ラルフ・エリソンの小説「見えない人間（透明人間）」のブックカバーのデザインもした。2年後の1954年にニューヨークで亡くなった。
1920年に最初の妻との間に生まれた娘のアン（Ann: 1920-1996)は第二次世界大戦中は婦人補助空軍で働いたことで知られている。

## ポスター

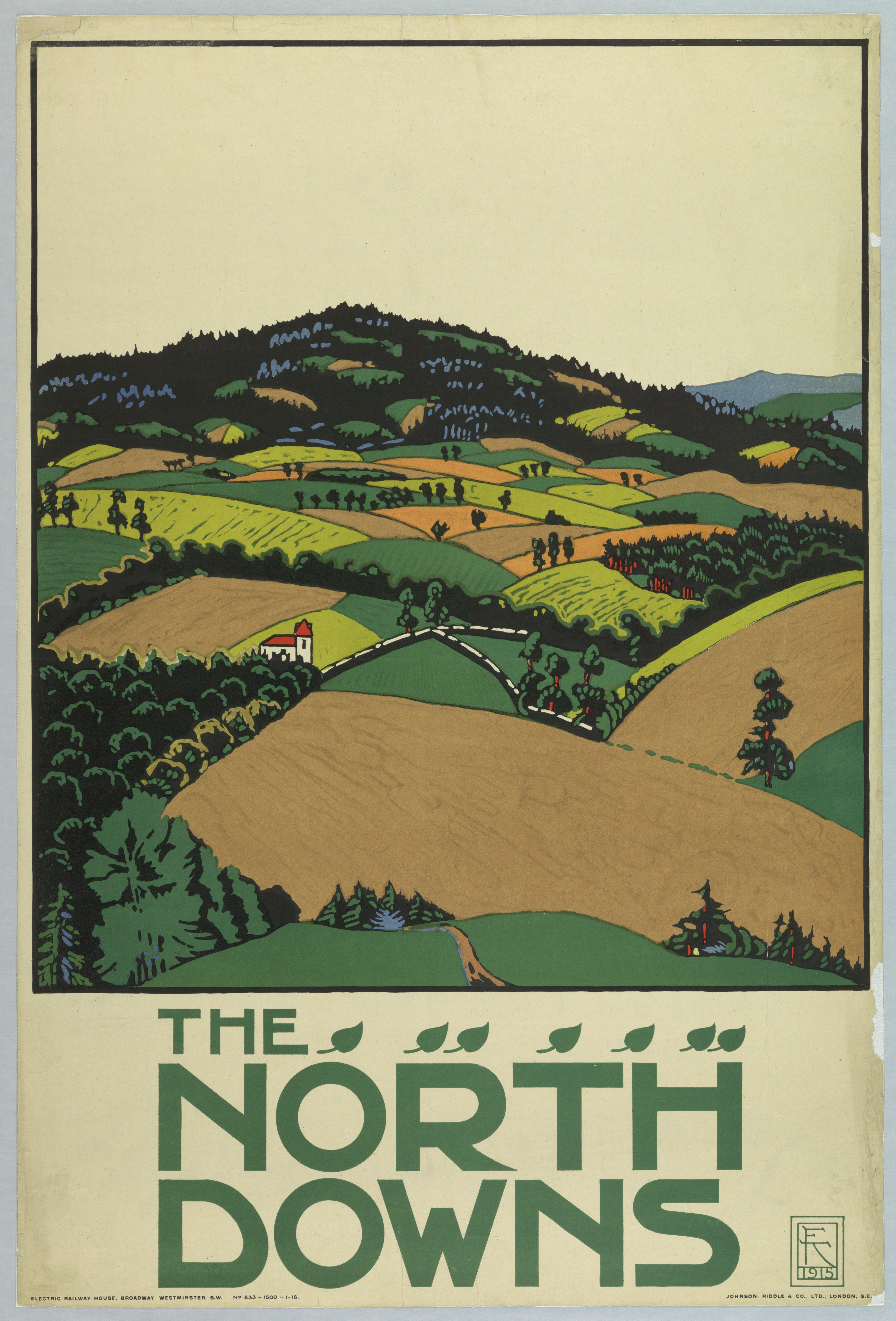
The North Downs、 ロンドン地下鉄 (1915年)
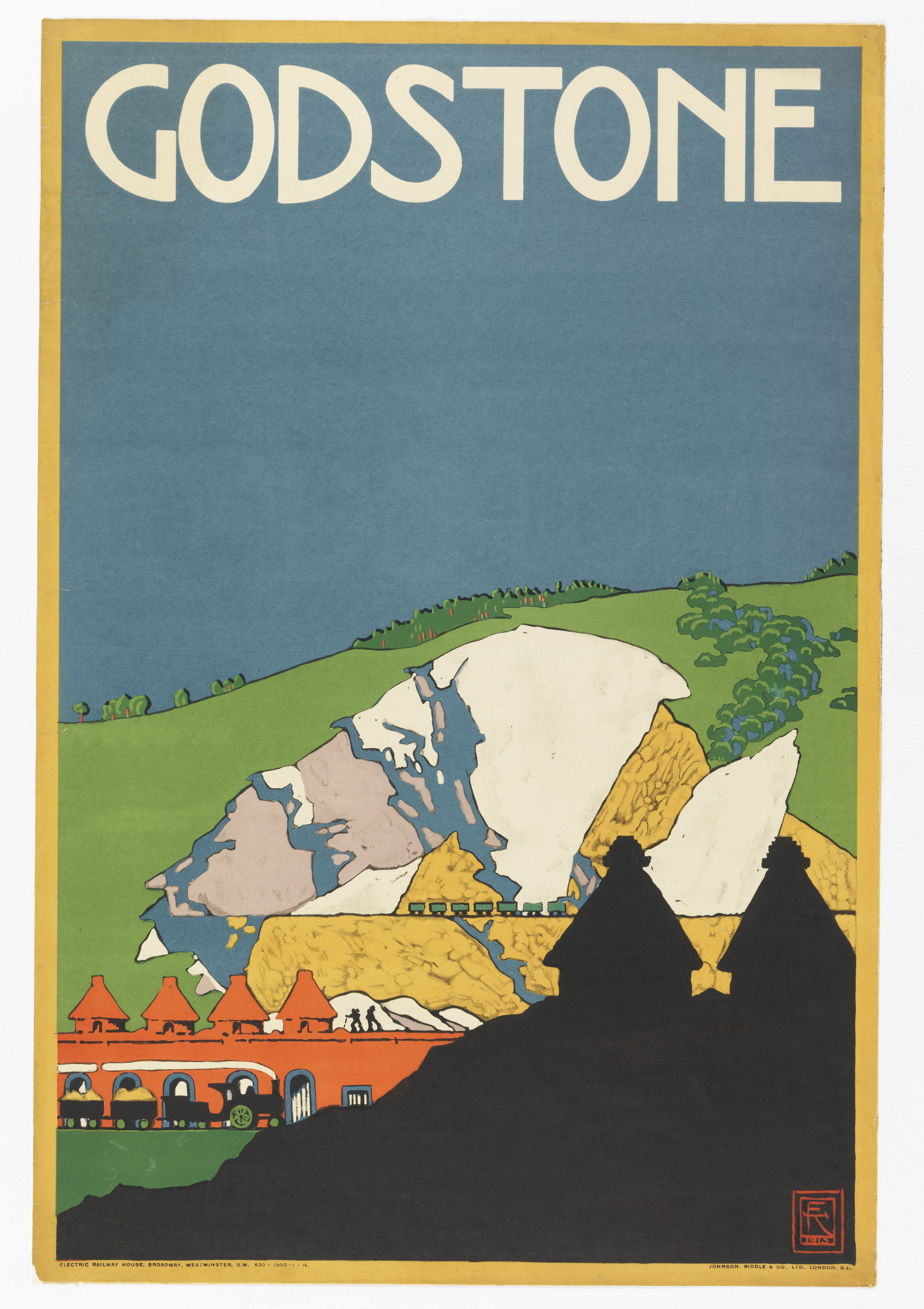
Godstone、 ロンドン地下鉄 (1915年)
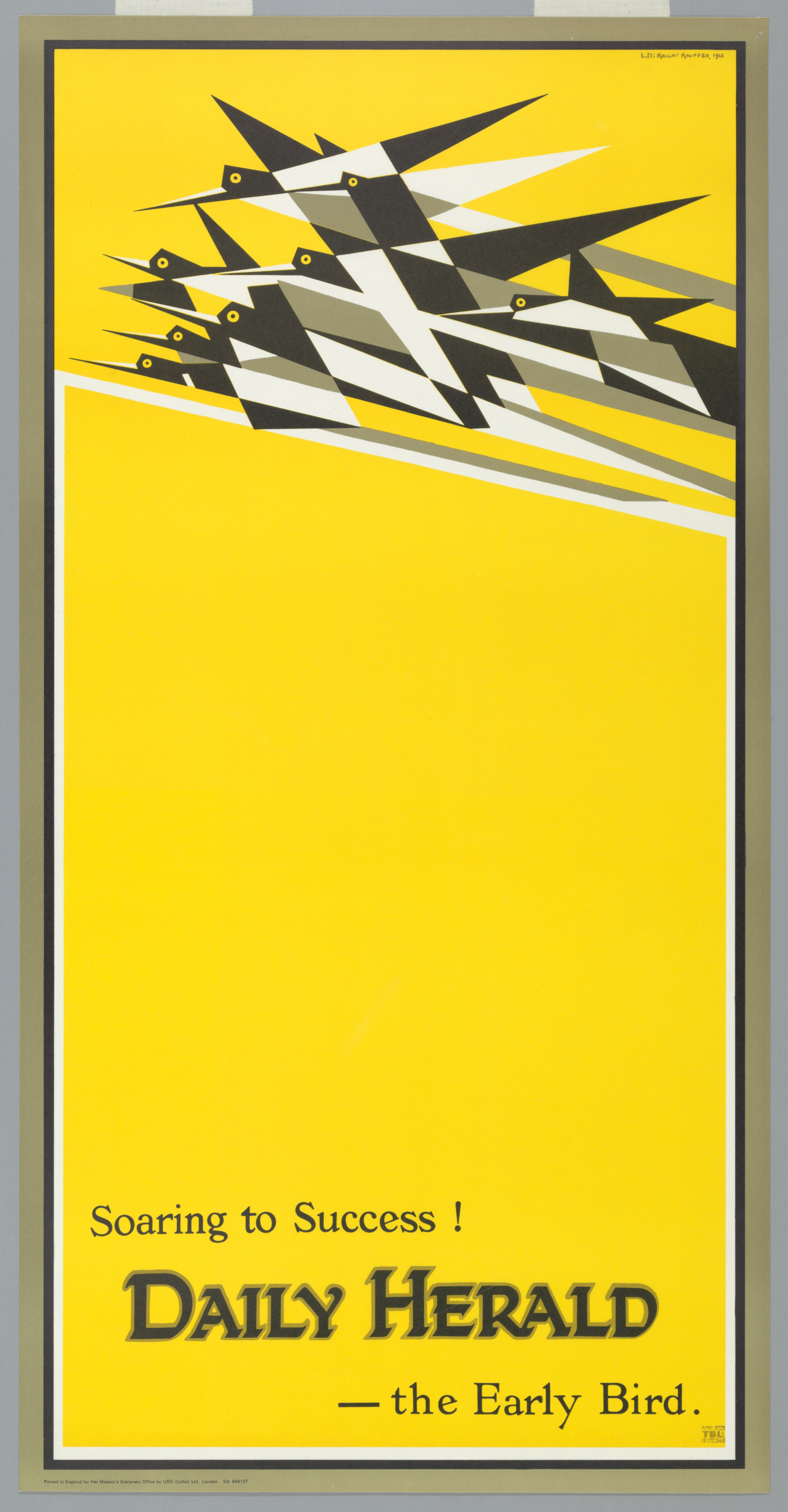
Soaring to Success: The Early Bird (1918年)
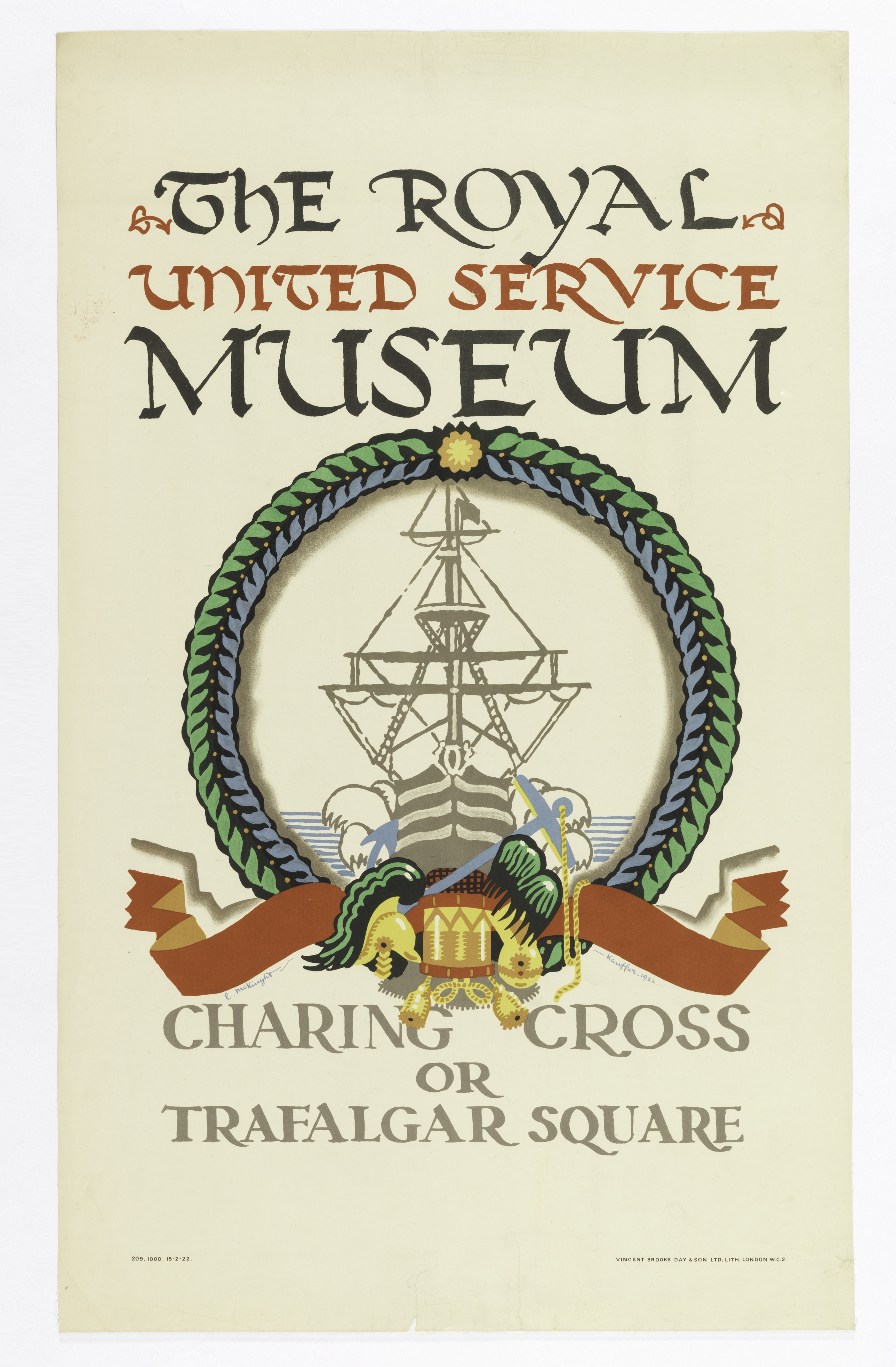
英国王立防衛安全保障研究所、ロンドン地下鉄(1921年)
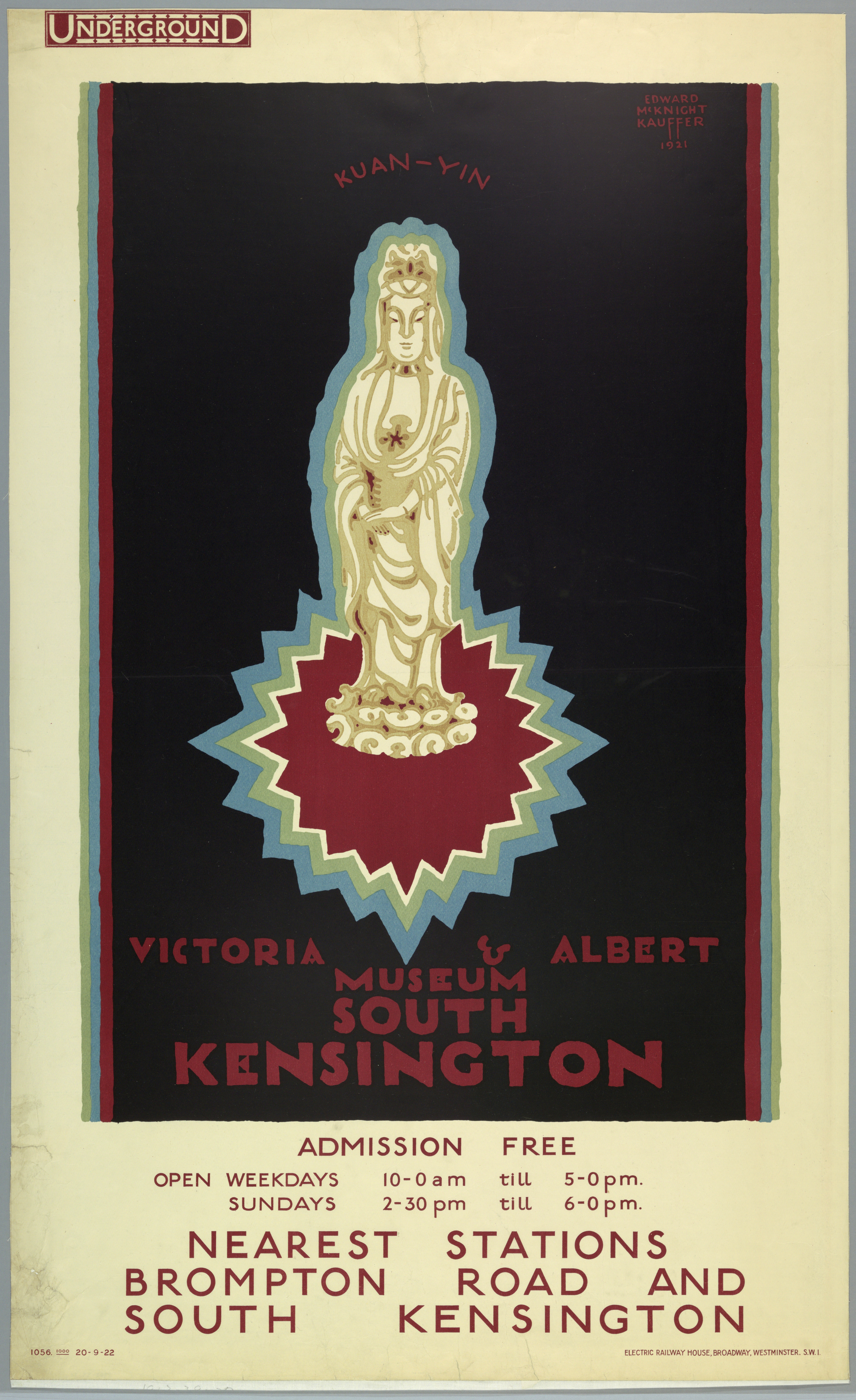
ヴィクトリア&アルバート博物館, ロンドン地下鉄 (1921年)
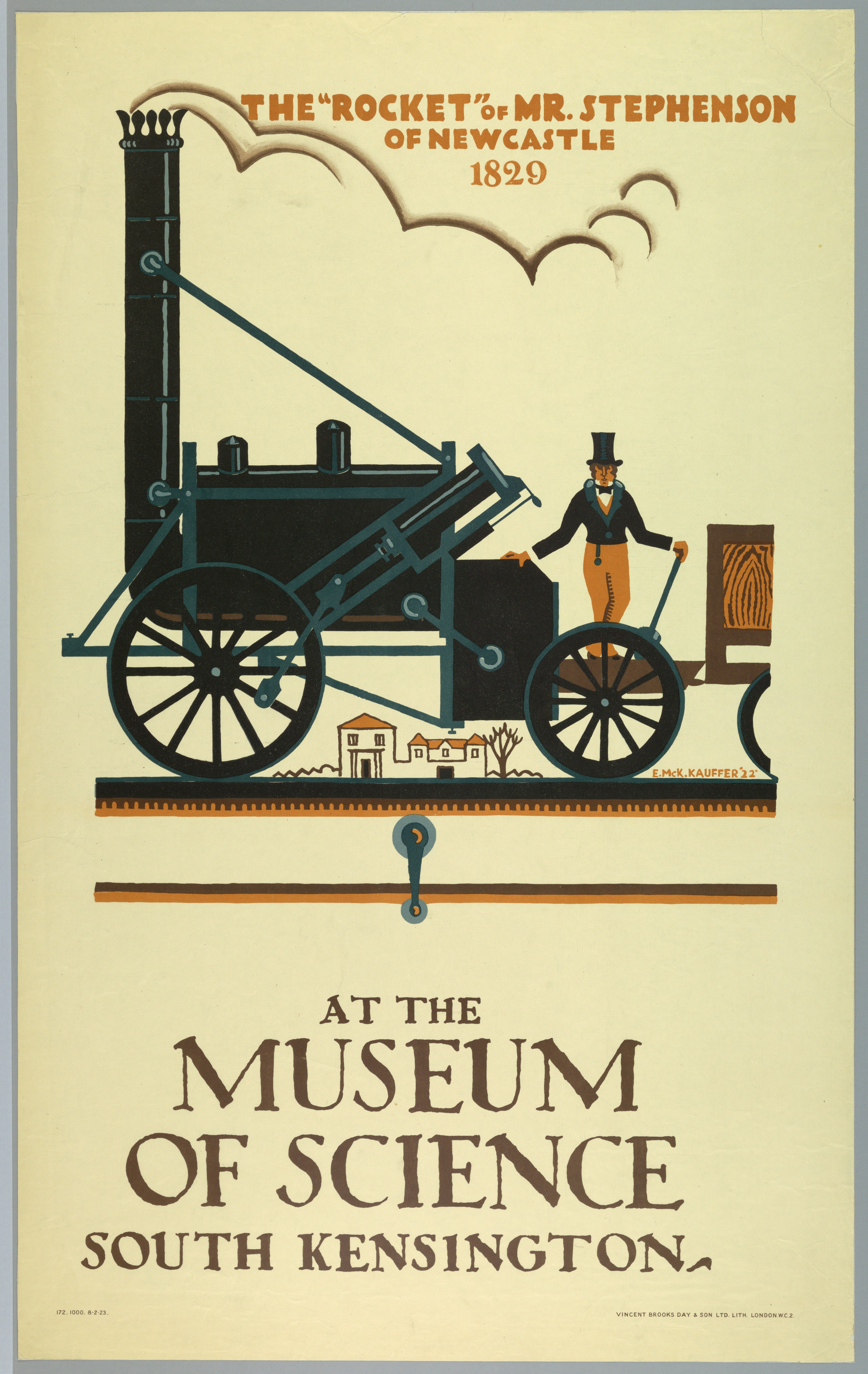
サイエンス・ミュージアム、ロンドン地下鉄 (1922年)
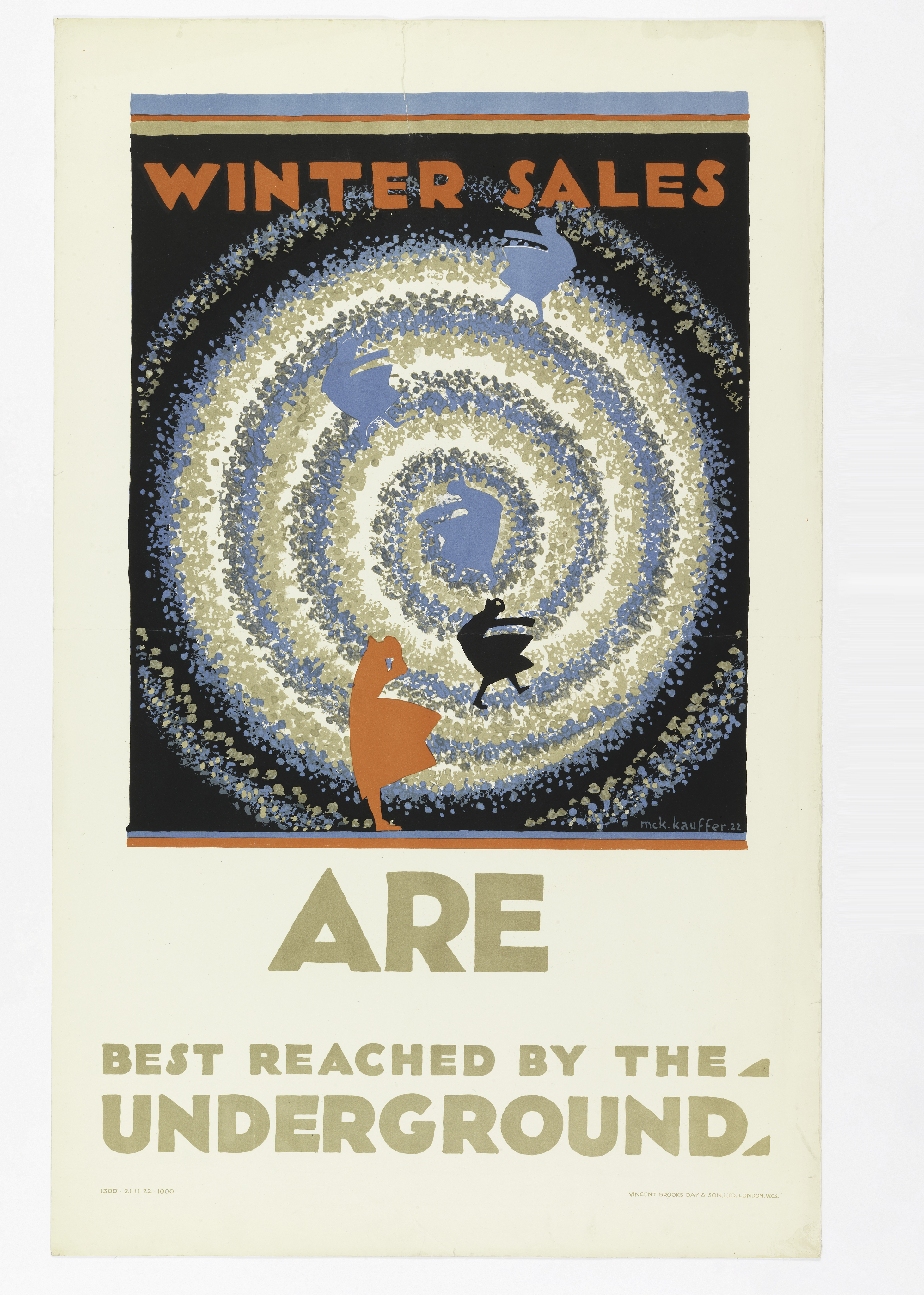
冬のセール, ロンドン地下鉄 (1922年)
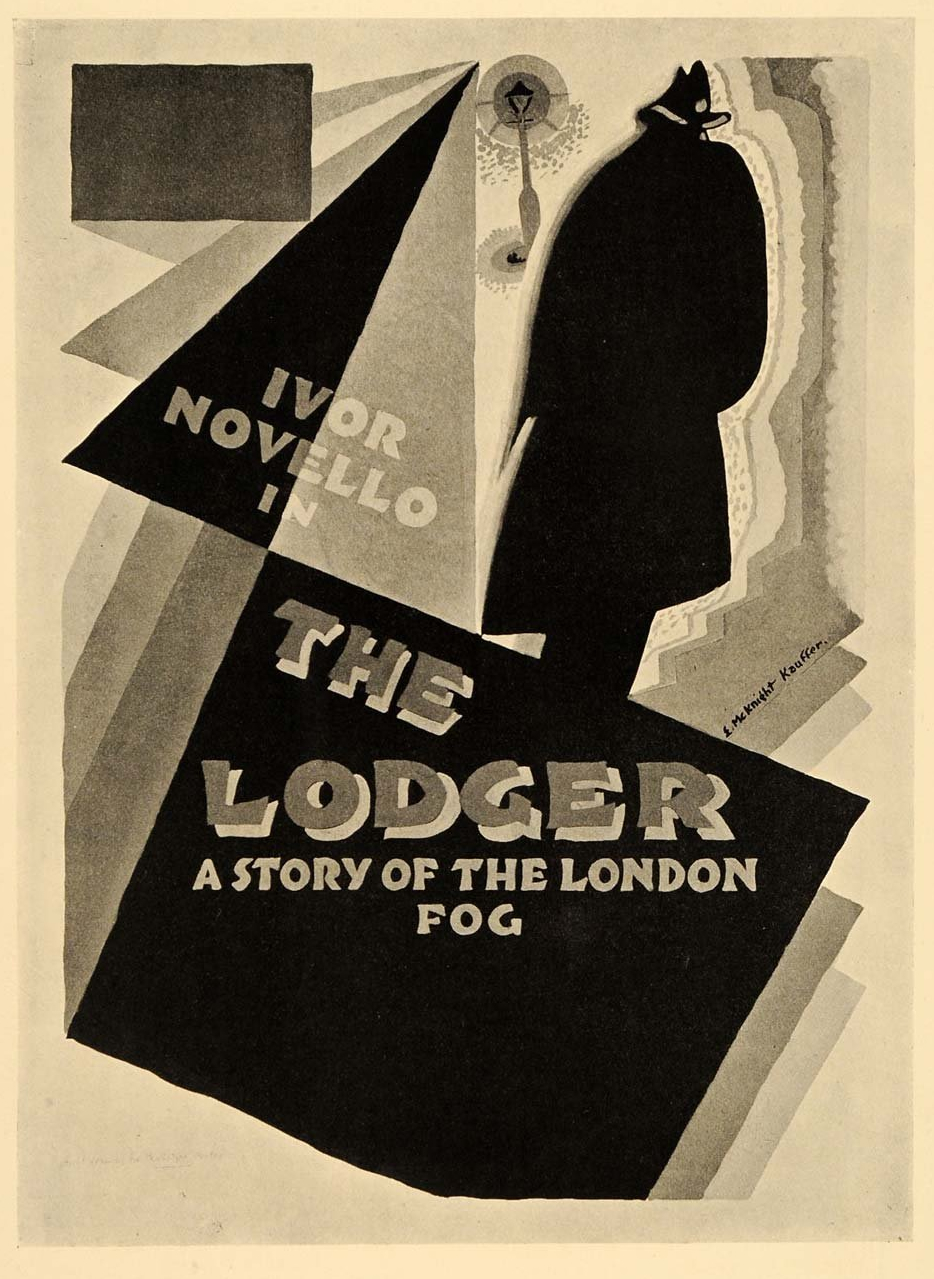
「下宿人」のポスター(1927年)
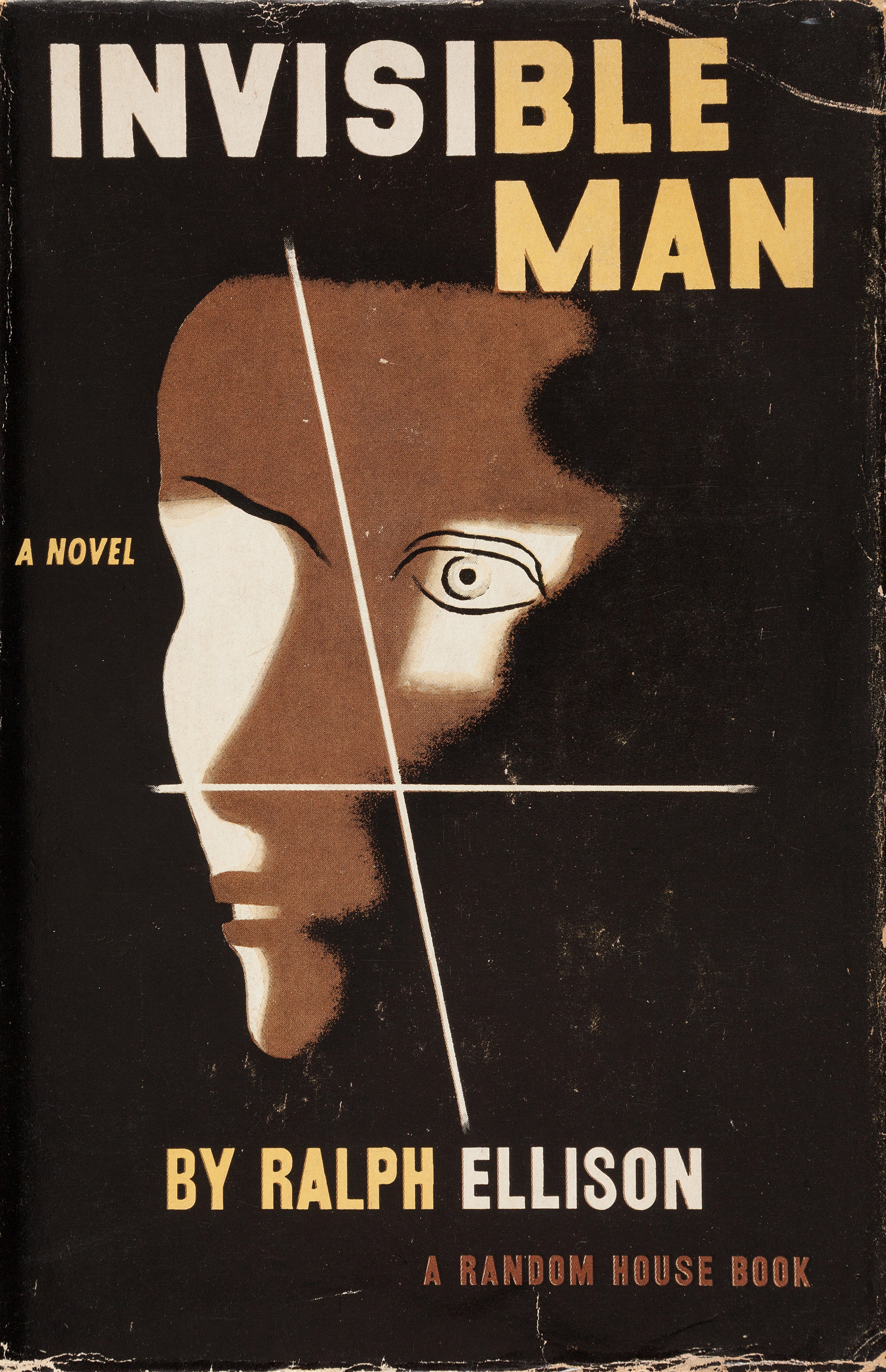
「見えない人間」の図(1952年)